# Боргорато Алесандрино
Боргора̀то Алесандрѝно (на италиански: Borgoratto Alessandrino; на пиемонтски: Borgorat, Боргорат) е село и община в Северна Италия, провинция Алесандрия, регион Пиемонт. Разположено е на 105 m надморска височина. Населението на общината е 618 души (към 2010 г.).